# Rhynchogyna
Rhynchogyna – rodzaj roślin z rodziny storczykowatych (Orchidaceae). Epifityczne rośliny zielne występujące w lasach na wysokościach 200–700 m n.p.m. Oba gatunki występują w Tajlandii, Wietnamie oraz Malezji Zachodniej.

## Morfologia
KwiatyKwiaty odwrócone żółtawe lub brązowawe, warżka częściowo różowofioletowa.

## Systematyka
Rodzaj sklasyfikowany do podplemienia Aeridinae w plemieniu Vandeae, podrodzina epidendronowe (Epidendroideae), rodzina storczykowate (Orchidaceae), rząd szparagowce (Asparagales) w obrębie roślin jednoliściennych.
Wykaz gatunków
- Rhynchogyna fallax (Guillaumin) Seidenf.
- Rhynchogyna luisifolia (Ridl.) Seidenf. & Garay